# Hogna massaiensis
Hogna massaiensis är en spindelart som först beskrevs av Roewer 1960.  Hogna massaiensis ingår i släktet Hogna och familjen vargspindlar.
Artens utbredningsområde är Tanzania. Inga underarter finns listade i Catalogue of Life.